# Arquidiócesis de Dakar
La arquidiócesis de Dakar (en latín: Archidioecesis Dakarensis y en francés: Archidiocèse de Dakar) es una circunscripción eclesiástica de la Iglesia católica en Senegal. Se trata de una arquidiócesis latina, sede metropolitana de la provincia eclesiástica de Dakar. Desde el 22 de diciembre de 2014 su arzobispo es Benjamin Ndiaye.

## Territorio y organización
La arquidiócesis tiene 4803 km² y extiende su jurisdicción sobre los fieles católicos de rito latino residentes en la región de Dakar, parte del departamento de Mbour en la región de Thiès y el departamento de Fatick en la región de Fatick.
La sede de la arquidiócesis se encuentra en la ciudad de Dakar, en donde se halla la Catedral de Nuestra Señora de las Victorias.
La arquidiócesis tiene como sufragáneas a las diócesis de Kaolack, Kolda, Saint-Louis de Senegal, Tambacounda, Thiès y Ziguinchor.
En 2021 en la arquidiócesis existían 57 parroquias.

## Historia
El vicariato apostólico de Senegambia fue erigido el 6 de febrero de 1863 mediante el breve Ex hac del papa Pío IX, tras la división del vicariato apostólico de las Dos Guineas y de Senegambia, del que también se originó el vicariato apostólico de las Dos Guineas (hoy arquidiócesis de Libreville).
El 18 de octubre de 1897 cedió una parte de su territorio para la erección de la prefectura apostólica de Guinea Francesa (hoy arquidiócesis de Conakri) mediante el decreto Cum huic Sacrae Congregationi de la Congregación de Propaganda Fide.
El 27 de enero de 1936 tomó el nombre de vicariato apostólico de Dakar como consecuencia de la bula Non semel Apostolica del papa Pío XI.
El 25 de abril de 1939 cedió una parte de su territorio para la erección de la prefectura apostólica de Ziguinchor (hoy diócesis de Ziguinchor) mediante la bula Ut inter infideles del papa Pío XI.
El 14 de septiembre de 1955 el vicariato apostólico fue elevado al rango de arquidiócesis metropolitana mediante la bula Dum tantis del papa Pío XII.
El 21 de enero de 1957 cedió una parte de su territorio para la erección de la prefectura apostólica de Kaolack (hoy diócesis de Kaolack) mediante la bula Firmissima libertatis del papa Pío XII.
El 6 de febrero de 1969 cedió otra parte de su territorio para la erección de la diócesis de Thiès mediante la bula Pro summo del papa Pablo VI.

## Estadísticas
Según el Anuario Pontificio 2022 la arquidiócesis tenía a fines de 2021 un total de 444 445 fieles bautizados.
| Año                                                                             | Población            | Población | Población      | Sacerdotes | Sacerdotes    | Sacerdotes    | Bautizados por sacerdote | Diáconos permanentes | Religiosos | Religiosos | Parroquias |
| Año                                                                             | Bautizados católicos | Total     | % de católicos | Total      | Clero secular | Clero regular | Bautizados por sacerdote | Diáconos permanentes | Varones    | Mujeres    | Parroquias |
| ------------------------------------------------------------------------------- | -------------------- | --------- | -------------- | ---------- | ------------- | ------------- | ------------------------ | -------------------- | ---------- | ---------- | ---------- |
| 1949                                                                            | 62 969               | 1 933 366 | 3.3            | 40         | 2             | 38            | 1574                     |                      | 38         | 135        | 7          |
| 1969                                                                            | 105 400              | 1 323 000 | 8.0            | 117        | 26            | 91            | 900                      |                      | 183        | 280        | 30         |
| 1980                                                                            | 130 000              | 1 366 000 | 9.5            | 90         | 12            | 78            | 1444                     |                      | 135        | 257        | 27         |
| 1990                                                                            | 215 863              | 1 650 000 | 13.1           | 97         | 30            | 67            | 2225                     |                      | 165        | 265        | 30         |
| 1999                                                                            | 226 404              | 1 959 342 | 11.6           | 126        | 59            | 67            | 1796                     |                      | 186        | 345        | 33         |
| 2000                                                                            | 230 904              | 1 998 528 | 11.6           | 124        | 59            | 65            | 1862                     |                      | 189        | 333        | 32         |
| 2001                                                                            | 293 535              | 3 010 384 | 9.8            | 142        | 70            | 72            | 2067                     |                      | 177        | 362        | 33         |
| 2002                                                                            | 331 175              | 3 094 983 | 10.7           | 139        | 67            | 72            | 2382                     | 1                    | 161        | 364        | 37         |
| 2003                                                                            | 336 107              | 3 094 983 | 10.9           | 142        | 73            | 69            | 2366                     | 1                    | 189        | 373        | 38         |
| 2004                                                                            | 475 224              | 3 234 100 | 14.7           | 151        | 77            | 74            | 3147                     |                      | 187        | 383        | 38         |
| 2006                                                                            | 340 000              | 3 179 000 | 10.7           | 139        | 83            | 56            | 2446                     | 2                    | 167        | 358        | 42         |
| 2013                                                                            | 455 000              | 3 677 000 | 12.4           | 168        | 101           | 67            | 2708                     |                      | 229        | 416        | 46         |
| 2016                                                                            | 494 000              | 3 989 000 | 12.4           | 175        | 93            | 82            | 2822                     |                      | 252        | 263        | 50         |
| 2019                                                                            | 418 653              | 4 796 255 | 8.7            | 188        | 98            | 90            | 2226                     |                      | 278        | 227        | 57         |
| 2021                                                                            | 444 445              | 5 095 330 | 8.7            | 215        | 119           | 96            | 2067                     |                      | 246        | 314        | 57         |
| Fuente: Catholic-Hierarchy, que a su vez toma los datos del Anuario Pontificio. |                      |           |                |            |               |               |                          |                      |            |            |            |

## Episcopologio
- Aloys Kobès, C.S.Sp. † (6 de febrero de 1863-11 de octubre de 1872 falleció)
- Jean-Claude Duret, C.S.Sp. † (22 de agosto de '1873-29 de diciembre de 1875 falleció)
- François-Marie Duboin, C.S.Sp. † (20 de junio de 1876-julio de 1883 renunció)
- François-Xavier Riehl, C.S.Sp. † (23 de noviembre de 1883-23 de julio de 1886 falleció)
- Mathurin Picarda, C.S.Sp. † (19 de julio de 1887-22 de enero de 1889 falleció)
- Magloire-Désiré Barthet, C.S.Sp. † (30 de julio de 1889-15 de diciembre de 1898 renunció)
- Joachim-Pierre Buléon, C.S.Sp. † (6 de junio de 1899-13 de junio de 1900 falleció)
- François-Nicolas-Alphonse Kunemann, C.S.Sp. † (27 de febrero de 1901-20 de marzo de 1908 falleció)
- Hyacinthe-Joseph Jalabert, C.S.Sp. † (13 de febrero de 1909-12 de enero de 1920 falleció)
- Louis Le Hunsec, C.S.Sp. † (22 de abril de 1920-26 de julio de 1926 nombrado superior general de la Congregación del Espíritu Santo)
- Auguste Grimault, C.S.Sp. † (24 de enero de 1927-12 de diciembre de 1946 renunció)
- Marcel-François Lefebvre, C.S.Sp. † (12 de junio de 1947-23 de enero de 1962 nombrado arzobispo a título personal de Tulle)
- Hyacinthe Thiandoum † (24 de febrero de 1962-2 de junio de 2000 retirado)
- Théodore-Adrien Sarr (2 de junio de 2000-22 de diciembre de 2014 retirado)
- Benjamin Ndiaye, desde el 22 de diciembre de 2014